# Ninox boobook
Ninox boobook, conocido como mopoke, es una especie de ave de la familia Strigiformes. Es una lechuza de tamaño mediano y de color negro. Se encuentra en la isla de Nueva Guinea. Su hábitat son los límites de bosques de montaña.